# Mesospinidium
Mesospinidium es un género con ocho especies de  orquídeas epifitas, originario del oeste de Sudamérica. 

## Características
Son orquídeas epifitas con pseudobulbo que llevan una o dos hojas y su inflorescencia es lateral florece con muchas pequeñas flores carnosas.

## Especies
- Mesospinidium bowmanii Rchb.f., Gard. Chron. 1869: 1182 (1869).
- Mesospinidium ecuadorense Garay, Orchidee (Hamburg) 24: 186 (1973).
- Mesospinidium horichii I.Bock, Orchidee (Hamburg) 42: 232 (1991).
- Mesospinidium incantans Rchb.f., Gard. Chron., n.s., 13: 586 (1880).
- Mesospinidium lehmannii Garay, Orchidee (Hamburg) 24: 189 (1973).
- Mesospinidium panamense Garay, Orchidee (Hamburg) 24: 185 (1973).
- Mesospinidium peruvianum Garay, Orchidee (Hamburg) 24: 187 (1973).
- Mesospinidium warscewiczii Rchb.f., Bot. Zeitung (Berlin) 10: 929 (1852).